# Sony Pictures Releasing

Logo der Sony Pictures Releasing

Sony Pictures Releasing ist ein Filmverleih im Besitz von Sony. Das Unternehmen wurde 1994 als Nachfolger der Triumph Releasing Corporation gegründet und kümmert sich um den Kinoverleih, das Marketing und die Promotion von Filmen, die von Sony Pictures Entertainment produziert und veröffentlicht werden, darunter Columbia Pictures, TriStar Pictures, TriStar Productions, Screen Gems, Sony Pictures Classics, Sony Pictures Animation, Stage 6 Films, Affirm Films, Destination Films und Triumph Films. Es ist ein Mitglied der Sony Pictures Motion Picture Group. Sie führt auch eine internationale Abteilung namens Sony Pictures Releasing International, die von 1991 bis 2005 als Columbia TriStar Film Distributors International bekannt war.

## Geschichte
Von 1971 bis Ende 1987 war der internationale Vertrieb von Columbia ein Joint Venture mit Warner Bros. und in einigen Ländern vertrieb dieses Joint Venture auch Filme von anderen Firmen, wie EMI Films und Cannon Films.
Am 6. Februar 2014 gab Columbia TriStar Warner Filmes de Portugal Ltda., ein Joint Venture mit Warner Bros. das Filme beider Unternehmen in Portugal vertrieb, bekannt, dass sie ihre Büros zum 31. März schließen werden. Die Filme von Sony Pictures werden in Portugal seitdem von Big Picture Films vertrieben, während NOS Audiovisuais die Vertriebsaufgaben für Filme von Warner Bros. in dem Land übernommen hat. Der Vertrieb der Filme von Sony Pictures in Italien wird weiterhin von Warner Bros. wahrgenommen.
Sony Pictures und Walt Disney Studios gründeten 1997 ein Filmverleih-Joint-Venture in Südostasien. Bis Dezember 2006 wurden 14 Joint-Venture-Vertriebe zwischen Sony Pictures Releasing International und Walt Disney Studios Motion Pictures gegründet, die in Ländern wie Brasilien, Mexiko, Singapur, Thailand und den Philippinen bestehen. Im Januar 2007 begann die 15. derartige Partnerschaft in Russland und der GUS. Im Februar 2017 begann Sony mit dem Ausstieg aus dem Südostasien-Venture auf den Philippinen. Im August 2017 kündigte Sony das Joint-Venture-Abkommen für den eigenen Betrieb. Am 31. Januar 2019 wurde im Vorgriff auf Disneys damals anstehende Übernahme des größten Teils der 21st Century Fox-Vermögenswert vereinbart, dass Disney seinen Anteil an dem mexikanischen Joint-Venture mit dem Namen Walt Disney Studios Sony Pictures Releasing de México an Sony Pictures Releasing verkauft, auch in einigen Ländern wie der Ukraine und Russland folgte dieser Schritt.